# سولنچنوگورسک
شهر سولنچنوگورسک (به روسی: Солнечногорск) در کشور روسیه و در اوبلاست مسکو واقع شده‌است.